# Даніель Нджоку
Даніель Нджоку (англ. Daniel Njoku, 8 жовтня 1980,Нігерія) — нігерійський футболіст, нападник та півзахисник.

## Життєпис
Вже у віці 17 років Нджоку привернув увагу полтавської «Ворскли» з української Прем'єр-ліги. За полтавську команду дебютував 13 березня 1998 року у нічийному (0:0) матчі 1/8 фіналу кубку України проти запорізького «Торпедо». Нджоку вийшов у стартовому складі та відіграв увесь поєдинок. У вищій лізі чемпіонату України дебютував 17 березня 1998 року у переможному (1:0) домашньому матчі 16-го туру проти сімферопольської «Таврії». Даніель вийшов на поле на 46-ій хвилині, замінивши Олександра Омельчука. У своєму першому сезоні в клубі він зіграв 11 матчів в чемпіонаті і ще три в кубку, але так і не забив жодного м'яча. У наступному сезоні він зіграв лише два матчі за «Ворсклу» і був відправлений у дубль, де провів ще шість матчів і забив один гол. Дебютував за дубль «Ворскли» 10 серпня 1998  року у програному (0:2) виїзному поєдинку 2-го туру групи В другої ліги чемпіонату України проти харківського «Металіста-2». Нджоку вийшов у стартовому складі та відіграв увесь поєдинок. Єдиним голом за полтавську команду відзначився 4 вересня 1998 року на 54-ій хвилині переможного (7:2) поєдинку 5-го туру групи В другої ліги чемпіонату України проти горлівського «Шахтаря». У тому матчі Даніель вийшов у стартовому складі та відіграв увесь матч. У сезоні 1999/2000 років Нджоку повернувся на батьківщину, підписавши контракт з «Плато Юнайтед». Про подальшу його кар'єрі відомо лише те, що у 2004 році він представляв «Квара Юнайтед» (забив 12 м'ячів), а в 2005 році — «Еньїмба».